# King City, Missouri
King City är en ort i Gentry County i Missouri. Vid 2010 års folkräkning hade King City 1 013 invånare.